# Оймяконський улус
Оймяконський улус (якут. Өймөкөөн улууhа, рос. Оймяконский улус) — муніципальний район на сході Республіки Саха (Якутія). Адміністративний центр — смт Усть-Нера. Утворений у 1931 році.

## Населення
Населення району становить 9 040 осіб (2014).

## Адміністративний поділ
Район адміністративно поділяється на 7 муніципальних утворень (2 міських та 5 сільських), що об'єднують 15 населених пунктів.